# 荒茅駅
荒茅駅（あらかやえき）は、島根県出雲市荒茅町にあった西日本旅客鉄道（JR西日本）大社線の駅（廃駅）である。大社線廃止に伴い1990年（平成2年）4月1日に廃止となった。

## 歴史
- 1958年（昭和33年）4月1日：国鉄の駅として開業[1][2]。気動車の旅客のみ取り扱い[1]の駅員無配置駅[3]。
- 1987年（昭和62年）4月1日：国鉄分割民営化により西日本旅客鉄道の駅となる[1]。
- 1990年（平成2年）4月1日：大社線廃止に伴い廃止[1]。

## 駅構造
開業当初から単式ホーム1面1線をもつ地上駅であり、無人駅であった。駅舎はなく駅設備はホームとその上の待合所のみであった。

## 駅周辺
周辺は荒茅盆歌発祥の地であり、砂丘ブドウの産地でもある。
- 陸上自衛隊出雲駐屯地

## 隣の駅
西日本旅客鉄道（JR西日本）
大社線
出雲高松駅 - 荒茅駅 - 大社駅